# Marthe Truyen
Marthe Truyen, née le 30 septembre 1999 à Bevel, est une coureuse cycliste belge, spécialiste du cyclo-cross.

## Biographie

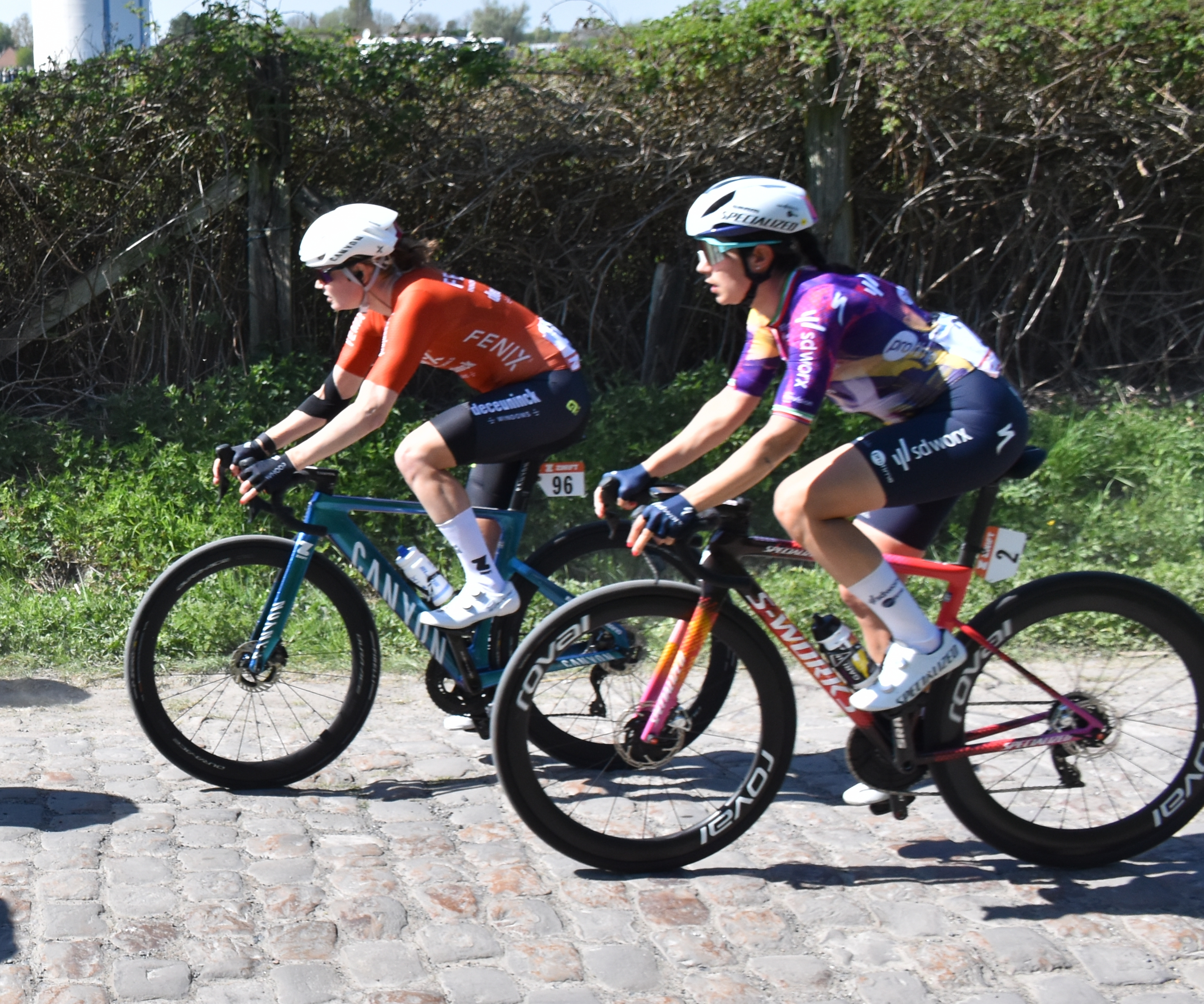
Marthe Truyen # 96
Paris-Roubaix 2025.

## Palmarès en cyclo-cross
- 2016-2017
  -  Championne de Belgique de cyclo-cross juniors
- 2017-2018
  - 3e du championnat de Belgique de cyclo-cross juniors
- 2018-2019
  - 2e du championnat de Belgique de cyclo-cross juniors
  - 9e de la Coupe du monde espoirs
  - 10e du championnat d'Europe de cyclo-cross espoirs
- 2019-2020
  -  Championne de Belgique de cyclo-cross espoirs
  - 10e de la Coupe du monde espoirs
- 2020-2021
  - 9e du championnat du monde de cyclo-cross espoirs

## Palmarès sur route

### Par années
- 2019
  - 3e du Grand Prix Sofie Goos
- 2022
  - 2e de la 2 Districtenpijl
  - 2e du Diamond Tour
  - 3e du Grand Prix Mazda Schelkens
- 2023
  - Antwerp Port Epic Ladies
  - 2e du Grand Prix Mazda Schelkens
  - 3e de Paris-Roubaix
  - 3e d'À travers les Hauts-de-France
  - 3e du Grand Prix de Fourmies
- 2024
  - 3e de la Veenendaal-Veenendaal
- 2025
  - 2e de la Ronde de Mouscron

### Résultats sur les grands tours

#### Tour d'Italie
1 participation
- 2025 : 93e

#### Tour de France
3 participations
- 2023 : 73e
- 2024 : 90e
- 2025 : 108e

### Classements mondiaux
| Année                                 | 2022 | 2023 | 2024 |
| ------------------------------------- | ---- | ---- | ---- |
| Classement UCI                        | 80e  | 55e  | 75e  |
| UCI World Tour                        | 219e | 68e  | 116e |
|                                       |      |      |      |
| Légende : nc = non classéSource : UCI |      |      |      |